# 高木萌衣
高木 萌衣（たかぎ めい、1996年12月19日 - ）は、大阪府堺市出身の日本の女子プロゴルファーである。所属はワイズテーブルコーポレーション

## 経歴
大阪学院大学高等学校卒業。
8歳でゴルフを始める。
2015年に日本女子プロゴルフ協会（JLPGA）最終プロテストに合格、LPGA87期になる。同年はステップ・アップ・ツアー5試合、JLPGAツアー1試合に出場、年間獲得賞金ランキング（賞金ランク）139位。同年ファイナルクォリファイングトーナメント（QT）26位。
2016年ニトリと所属契約。同年はJLPGAツアー33試合に出場、賞金ランク103位。同年ファイナルQT35位。
2017年JLPGAツアー32試合に出場、賞金ランク96位。同年サードQTのB地区で66位に終わりファイナルQTに進出できなかった。
2018年から所属フリーになる。同年4月に開催されたステップ・アップ・ツアー「パナソニックオープンレディース」において下部ツアーながらプロ初優勝、同年7月に開催された同ツアー「カストロールレディース」でも優勝した。同年は最終的にステップ・アップ・ツアー19試合、JLPGAツアー3試合に出場、賞金ランク129位。同年ファイナルQT42位。
2019年はステップ・アップ・ツアー8試合、JLPGAツアー21試合に出場、賞金ランク123位。
2020年はQTランキング97位でスタートする。
2022年はQTランキング29位でスタートする

吉田直樹に師事している
韓国語が堪能である

## テレビ出演
- girlsgolf TV (サンテレビジョン) - 2020年8月
- 女子ゴルフペアマッチ選手権 (BS朝日) - 川崎志穂とのペアでシーズン2出場